# Гидеон, Луэн
Луэ́н Ги́деон (англ. Louan Gideon; 12 ноября 1955, Ират, Техас — 3 февраля 2014, Ашвилл, Северная Каролина) — американская актриса

, писательница, джазовая певица

 и риелтор.

## Биография

### Ранние годы
Луэн Гидеон родилась 12 ноября 1955 года в округе Ират (штат Техас, США). В 1978 году она окончила Бэйлорский университет в Уэйко, штат Техас, получив степень в области устных путей коммуникации (радио, телевидение, кино). В свой первый год учёбы её выбрали «Бэйлорской красоткой», хотя этот титул редко присваивался первокурсницам.

### Карьера
Луэн начинала свою карьеру в качестве джазовой певицы в Европе и Азии, до того, как стать актрисой в США. Начиная с 1985 года, Гидеон сыграла в 36-ти фильмах и телесериалах. Она была наиболее известна по роли антагониста Даниэль Атрон в телесериале Nickelodeon «Тайный мир Алекс Мак» (1994—1998). Также стала последней актрисой, которая сыграла Лайзу Уолтон-Сентелл в долгоиграющей мыльной опере «В поисках завтрашнего дня» (1985—1986).

### Последние годы жизни и смерть
В 2006 году Луэн переехала из Лос-Анджелеса в Ашвилл, Северная Каролина, где поселилась в горах Голубого хребта. Там она продолжила карьеру писательницы и театральной актрисы, работала риелтором внутри штата.
В 2009 году она успешно поборола рак молочной железы, а 11 ноября 2011 года (11/11/11) вышла замуж за своего давнего партнёра, исполнительного директора в отставке Уолта Борхерса. Церемония состоялась на озере Комо, Италия, и под председательством её близкого друга — актёра Брайана Крэнстона. Её рак вернулся в конце 2013 года и она умерла в окружении близких 3 февраля 2014 года в 23 ч. 11 мин. (11:11) в возрасте 58-ми лет.

## Избранная фильмография
| Год       |    | Русское название                   | Оригинальное название         | Роль                             |
| --------- | -- | ---------------------------------- | ----------------------------- | -------------------------------- |
| 1985—1986 | с  | В поисках завтрашнего дня          | Search for Tomorrow           | Лайза Уолтон-Сентелл             |
| 1989      | ф  | Лёгкие колёса                      | Easy Wheels                   | Молли Вулф                       |
| 1990      | с  | Тридцать-с-чем-то                  | Thirtysomething               | продавщица                       |
| 1991      | ф  | Коммандо из пригорода              | Suburban Commando             | женщина в торговом автомате      |
| 1991      | с  | Мистический городок Эйри в Индиане | Eerie, Indiana                | Бетти Уилсон                     |
| 1991      | с  | Кто здесь босс?                    | Who's the Boss?               | хозяйка                          |
| 1993      | с  | Беверли-Хиллз, 90210               | Beverly Hills, 90210          | Джина                            |
| 1993      | ф  | Крылатые роллеры                   | Airborne                      | Миссис Гусен                     |
| 1994      | тф | Побег из тюрьмы                    | Jailbreakers                  | тренер по физкультуре            |
| 1994—1998 | с  | Тайный мир Алекс Мак               | The Secret World of Alex Mack | Даниэль Атрон                    |
| 1996      | с  | Диагноз: убийство                  | Diagnosis: Murder             | секретарь Стрэттона              |
| 1996      | с  | Тёмные небеса                      | Dark Skies                    | Тэмми, хайв-гамблер              |
| 1997      | с  | Сайнфелд                           | Seinfeld                      | Миссис Хамилтон                  |
| 1999      | ф  | Панки                              | P.U.N.K.S.                    | Мисс Граймс                      |
| 2000      | с  | Третья планета от Солнца           | 3rd Rock from the Sun         | продавщица                       |
| 2001      | с  | Сабрина — маленькая ведьма         | Sabrina the Teenage Witch     | Элинор                           |
| 2001      | с  | Клиент всегда мёртв                | Six Feet Under                | скорбящая женщина                |
| 2003      | с  | Новая Жанна д’Арк                  | Joan of Arcadia               | Вэл Уайетт (не указана в титрах) |
| 2004      | с  | Малкольм в центре внимания         | Malcolm in the Middle         | женщина                          |